# Кеннінгтон
Кеннінгтон (англ. Kennington) - це район в південному Лондоні. Здебільшого розташований всередині боро Ламбет, і простягається вздовж межі з боро Саутерк. Розміщений 2.3 км на південь від Чарінг-кросс у внутрішньому Лондоні.

## Зноски
1. ↑  Stratus Connect. Maps.southwark.gov.uk. Архів оригіналу за 21 січня 2013. Процитовано 15 серпня 2013.